# Höferhof
Höferhof ist ein Ortsteil von Nümbrecht im Oberbergischen Kreis im südlichen Nordrhein-Westfalen innerhalb des Regierungsbezirks Köln.

## Lage und Beschreibung
Der Ort liegt südlich von Marienberghausen, in Luftlinie rund vier Kilometer nordwestlich vom Stadtzentrum Nümbrechts entfernt.

## Geschichte
Im Jahr 1575 wurde der Ort das erste Mal urkundlich als Zum Hoff erwähnt und zwar als „Ort in der Karte von Arnold Mercator“.